# 翁布里亚大区卡尔维
翁布里亚大区卡尔维（義大利語：Calvi dell'Umbria），是意大利翁布里亚大区特尔尼省的一个市镇。总面积45.75平方公里，人口1922人，人口密度42.0人/平方公里（2009年）。ISTAT代码为055008。